# Storvattenkullen-Bjuktemyrberget
Storvattenkullen-Bjuktemyrberget är ett naturreservat i Härnösands kommun i Västernorrlands län.
Området är naturskyddat sedan 2015 och är 156 hektar stort. Reservatet består av grandominerad barrnaturskog med inslag av lövskog, där vissa högre belägna delar är påverkade av brand, och myrstråk. I reservatet finns en av länets rikaste förekomster av den hotade laven långskägg.